# Ultima VII: The Black Gate
Ultima VII: The Black Gate (dt. Ultima VII: Die Schwarze Pforte) ist der siebte Teil der Ultima-Rollenspiel Reihe und wurde am 16. April 1992 veröffentlicht.
The Black Gate wurde von den Kritikern gefeiert und war ein großer kommerzieller Erfolg. Das Spiel gilt weithin als der Höhepunkt der Serie und als eines der bisher besten Computer-Rollenspiele. In einem Interview mit GameSpot bemerkte Richard Garriott, dass Ultima VII „der meisterhaftest umgesetzte Teil der Ultima-Serie“ sei. Er sagt auch, das Spiel sei – zusammen mit Ultima IV – sein persönlicher Favorit der Serie.

## Handlung
Das Spiel beginnt mit einer Sequenz, die wie eine klassische Einleitung eines Computerspiels auf dem Bildschirm des Avatars aussieht. Plötzlich ist nur noch weißes Rauschen zu sehen, und auf dem Bildschirm erscheint das rote Gesicht einer Kreatur, die sich selbst „The Guardian“ nennt, und erklärt:

„Avatar! Know that Britannia has entered into a new age of enlightenment! Know that the time has finally come for the one true Lord of Britannia to take His place at the head of His people! Under my guidance, Britannia will flourish. And all the people shall rejoice and pay homage to their new... Guardian! Know that you, too, shall kneel before me, Avatar. You, too, shall soon acknowledge my authority - for I shall be your companion... your provider... and your master!“

„Avatar! Wisse, dass Britannia in ein neues Zeitalter der Erleuchtung eingetreten ist! Wisse, dass die Zeit endlich gekommen ist, in der der einzig wahre Herrscher von Britannia seinen Platz an der Spitze seines Volkes einnehmen wird! Unter meiner Führung wird Britannia aufblühen. Und das ganze Volk wird frohlocken und Tribut zollen an seinen neuen ... Wächter! Wisse, dass auch du vor mir knien wirst, Avatar. Auch du wirst bald meine Autorität anerkennen - denn ich werde dein Begleiter sein ... dein Versorger ... und dein Gebieter!“

Der Mondstein – ein kleiner Stein, den der Avatar in den vergangenen Teilen zur Teleportation verwendet hat – glüht auf und der Avatar bemerkt, dass hinter seinem Haus ein rotes Mondtor erschienen ist – ein Portal um in die Welt „Britannia“ zu gelangen. Durch dieses kehrt er nach Britannia zurück und erscheint in der Stadt Trinsic, wo er auf seinen früheren Weggefährten Iolo trifft. Iolo erzählt ihm, dass seit dem letzten Aufenthalt des Avatars in Britannia zwei Jahrhunderte vergangen sind. Die Einwohner der Stadt sind verängstigt, da letzte Nacht ein ritueller Mord stattgefunden hat – die Leiche des Schmiedes Christopher wurde brutal verstümmelt in den Ställen des Dorfes aufgefunden. Finnigan, der Bürgermeister von Trinsic, bittet den Avatar, den Vorfall zu untersuchen.
Noch während er sich in Trinsic aufhält, trifft der Avatar auf mehrere Mitglieder einer neuen religiösen Organisation, der „Fellowship“ („Gemeinschaft“). Später trifft der Avatar in der Hauptstadt Britannias Britain auf Batlin, einen der Gründer der Fellowship, und auf Lord British, den König Britannias, der ihm rät, der Fellowship beizutreten, da die Organisation viele gute Dinge für die Menschen in Britannia tue. Lord British zeigt sich verwundert über die Anwesenheit des Avatars, da er ihn nicht gerufen habe, erzählt ihm dann aber, dass die meisten Magier des Landes verrückt geworden seien und die Magie nicht mehr so funktioniere, wie sie sollte. Er bittet den Avatar, die Ursache für diesen Umstand zu finden.
Der größte Teil des Spiels besteht aus der Aufklärung des Trinsic-Mordes und der Untersuchung der Fellowship. Nach und nach erhärtet sich der Verdacht, dass die Fellowship in zwielichtige Machenschaften verwickelt ist. Weitere mysteriöse Morde geschehen, und letztlich beschließt der Avatar, undercover der Fellowship beizutreten, um an weitere Informationen zu gelangen. Seine Reise führt ihn zu den meisten der aus den Vorgängerteilen bekannten Orten in Britannia, darunter Minoc, Skara Brae, das inzwischen zerstört ist und von einem Lich regiert wird, Yew, Moonglow und Bucaneer's Den.
Im Laufe des Spiels erfährt der Avatar von einer bedeutenden astronomischen Konstellation, die in Kürze eintreten wird, und von den drei Generatoren, die der Guardian erschaffen hat und die für die meisten Probleme im Land verantwortlich sind, darunter auch die Störung der Magie. Nachdem er diese zerstört hat, folgen der Avatar und seine Gefährten mehreren Spuren, die sie letztlich auf die Isle of the Avatar führen. Die Mitglieder der Fellowship haben dort aus dem mystischen Material Blackrock ein schwarzes Mondtor erschaffen, durch das der Guardian Britannia betreten soll, sobald die astronomische Konstellation eintritt.
Der Avatar trifft auf die dort wartenden hochrangigen Mitglieder der Sekte und besiegt sie. Batlin gelingt allerdings die Flucht. Als die astronomische Konstellation eintritt, beginnt der Guardian, die schwarze Pforte zu durchschreiten, doch dem Avatar gelingt es gerade noch rechtzeitig, diese zu zerstören, so dass es dem Guardian unmöglich ist, nach Britannia zu gelangen. Aufgrund der zuvor erfolgten Zerstörung der Generatoren können jedoch auch herkömmliche Mondtore nicht mehr benutzt werden, und der Avatar ist somit in Britannia gefangen und kann nicht in seine Heimatwelt zurückkehren.

## Spielprinzip

### Spielsystem
Mit Ultima VII wurden einige größere Änderungen in die Ultima-Serie eingeführt. Die auffälligste ist, dass die Welt scheinbar nicht mehr aus einem Raster aus Spielfeldern besteht; intern werden zwar noch Spielfelder verwendet, jedoch in einer wesentlich komplexeren Art und Weise, so dass dies vom Spieler kaum wahrgenommen werden kann. Der Avatar und alle Nicht-Spieler-Charaktere können sich übergangslos durch die Spielwelt bewegen und die Position von Objekten und Gegenständen ist ebenfalls nicht mehr an die Spielfelder gebunden. Die Darstellung der Spielwelt ist wesentlich komplexer und mehrschichtiger als in den Vorgängerteilen, so können beispielsweise Gegenstände in mehreren Lagen übereinander gestapelt werden. Dies hat Auswirkungen auf die Bewegung der Spielfiguren und ist sogar Teil einiger Rätsel im Spiel; einige Orte sind für den Avatar erst erreichbar, nachdem er mehrere Objekte in geeigneter Weise gestapelt und somit eine Art Treppe erschaffen hat.
Eine weitere auffällige Änderung ist die Tatsache, dass in Ultima VII die gesamte Fläche des Bildschirms für die Darstellung der Spielwelt verwendet wird. Es werden keine festen Bereiche für Portraitdarstellungen, Dialoge oder Schaltflächen reserviert.
Ultima VII ist der erste Teil der Serie, der vollständig mit der Maus bedient werden kann; die Benutzung einer Tastatur ist lediglich optional. Die ersten fünf Teile der Ultima-Reihe waren ausschließlich über die Tastatur steuerbar, in Ultima VI war die Maus als optionales, zusätzliches Eingabegerät verwendbar. Um beispielsweise einen Gegenstand zu verschieben musste in Ultima VI der Spieler erst den Befehl „Bewegen“, anschließend den betreffenden Gegenstand und schließlich das Zielfeld anwählen. In Ultima VII hingegen kann der Gegenstand einfach mit der Maus per Drag-and-Drop-Verfahren an den gewünschten Ort bewegt werden.
In diesem Spiel werden zum ersten Mal in der Ultima-Serie Pop-ups verwendet, um den Inhalt von Behältern darzustellen. Führt der Spieler beispielsweise einen Doppelklick auf einen Rucksack aus, so erscheint ein Pop-up in Form des geöffneten Rucksacks, in dem die Gegenstände, die sich innerhalb des Rucksacks befinden, dargestellt werden und durch Ziehen mit der Maus arrangiert oder aus dem Rucksack an einen anderen Ort verschoben werden können. Diese Technik findet auch bei der Darstellung von Büchern, Schriftrollen, Landkarten und den Spielfiguren selbst Anwendung. Nach einem Doppelklick auf eine vom Spieler kontrollierte Figur im Spiel erscheint ein Status-Pop-Up mit den aktuellen Charaktereigenschaften der Figur sowie eine Darstellung der angelegten Kleidung und Ausrüstungsgegenstände.
Ultima VII spielt sich – im Gegensatz zu den Vorgängerteilen – vollständig in Echtzeit ab; es gibt keine Spielrunden mehr. Lediglich während ein Dialog stattfindet oder das Inventar oder das Hauptmenü geöffnet ist, wird die Spielzeit angehalten. Das Fehlen von Spielrunden hat signifikante Auswirkungen auf das Kämpfen im Spiel. Das Kampfsystem wurde dementsprechend angepasst: Jede Spielfigur in der Gruppe des Avatars wird durch künstliche Intelligenz gesteuert; der Spieler kann jeder Figur lediglich grobe Angaben über ein generelles Verhalten im Kampf vorgeben (beispielsweise „Angriff mit Nahkampfwaffe“ oder „Aus der Distanz mit Fernwaffe kämpfen“). Die Figur des Avatars selbst kann vom Spieler im Kampf direkt gesteuert werden.

### Spielwelt
Die Spielwelt von Ultima VII bietet eine enorm große Interaktivität. Nahezu jedes Objekt (das nicht übermäßig schwer ist) kann mitgenommen, verschoben oder auf sonstige Weisen manipuliert werden. Es ist beispielsweise im Spiel möglich, Brot zu backen, Waffen zu schmieden, Kühe zu melken, Musikinstrumente zu spielen, Bilder zu malen und die Windeln von Kleinkindern zu wechseln. Wenn sie nicht regelmäßig mit Nahrung versorgt werden, beschweren sich der Avatar und seine Gefährten über Hunger und können sogar daran sterben. Manche Spielfiguren zeigen und kommentieren ihre Gefühle wie beispielsweise Ekel und übergeben sich sogar, wenn sie etwas besonders Unangenehmes sehen oder riechen. Nach dem übermäßigen Konsum von alkoholischen Getränken zeigen die Spielfiguren Anzeichen von Übelkeit.
Ultima VII hat eine weitestgehend „offene Spielwelt“: Es gibt zwar einen Haupthandlungsstrang und mehrere Unteraufgaben, denen der Avatar nachgehen kann, hat er jedoch die Stadtmauern von Trinsic einmal verlassen, ist es möglich, an alle Orte im Spiel zu reisen. Die Haupthandlung muss zwar abgeschlossen werden, um das Spiel zu beenden, für die Fortbewegung, die Entwicklung der Charakterwerte und den Spielspaß ist dies jedoch nicht notwendig. The Black Gate ist dadurch hochgradig nicht-linear, und es gibt nur in wenigen Fällen eine vorgegebene Reihenfolge, in denen bestimmte Orte besucht oder bestimmte Rätsel gelöst werden müssen.
Die Tugenden von Ultima, die in den vorherigen drei Teilen der Spielreihe eine wesentliche Rolle einnahmen, sind in diesem Spiel nur von untergeordnetem Rang. Der Avatar kann nach Belieben stehlen und morden, ohne dass es dadurch unmöglich wird, das Spiel zu beenden. Das bedeutet jedoch nicht, das solche Taten ohne Auswirkungen bleiben: Entweder kommentieren die Gefährten des Avatars solche Handlungen negativ und verlassen gegebenenfalls sogar die Gemeinschaft, oder die anderen Bewohner der Welt reagieren entsprechend auf solche Taten, indem sie den Avatar verstoßen oder sogar angreifen. Einen besonderen Stellenwert hat hierbei die Tatsache, dass auch der Guardian bei moralisch verwerflichen Taten des Avatars diesen direkt verbal verhöhnt, was eine Überwindung der Vierten Wand darstellt.

## Entwicklung
Einige Elemente von Ultima VII sind von Konflikten zwischen dem Hersteller Origin Systems und dem Mitbewerber (und späteren Mutterkonzern) Electronic Arts geprägt. Der Slogan von Origin Systems lautete damals „We Create Worlds“ (dt. Wir erschaffen Welten), während der Antagonist des Spielers – der Guardian – als „Destroyer of Worlds“ (dt. Zerstörer von Welten) bezeichnet wird. Die drei bösen Generatoren, die der Guardian erschafft, um Britannia aus dem Gleichgewicht zu bringen, treten in Form eines Würfels, einer Kugel und einer Pyramide auf; diese drei geometrischen Formen dienten zu dieser Zeit als das Logo von Electronic Arts. Die Anfangsbuchstaben der Namen von Elizabeth und Abraham, zwei anscheinend gutmütigen Charakteren, die sich im Laufe des Spiels aber als Mörder entpuppen, sind eine weitere Referenz auf Electronic Arts. Die religiöse Sekte „Fellowship“ ist von Scientology inspiriert.
Der Abspann des Spiels wurde so gestaltet, als wäre es der Abspann eines Kinofilms. Er beinhaltete auch die Meldung, dass der Soundtrack des Spiels als CD erhältlich sei, was bis 1993 aber nicht der Fall war (als Origin Soundtrack Series volume 2)
Ultima VII ist eines der wenigen PC-Spiele, das den x86-Prozessor in einen sogenannten Unreal Mode versetzt. Dafür wurde ein eigener DOS-Extender namens Voodoo geschrieben, der mit anderen DOS-Extendern, die dem DPMI-Standard folgen, inkompatibel ist.

## Rezeption
Die Zeitschrift Computer Gaming World lobte 1992 die Grafik, den Sound und Realismus von Ultima VII als „erstklassig“, bezeichnete die Handlung als „fesselnd“ und hob besonders die maus-basierte Bedienung hervor. Kritisiert wurde die schlechte Performance des Programms auf den meisten damals üblichen Computern („I estimate that the slow speed of the game added about a week to my playing time“, dt.: „Ich schätze, dass die langsame Geschwindigkeit des Spiels ungefähr eine Woche zusätzlich zur Spielzeit beigetragen hat“), die relativ große Anzahl von Bugs und das unübersichtliche Kampfsystem.
The Black Gate wurde 1997 von der Zeitschrift PC Gamer in die Liste der „50 besten Spiele aller Zeiten“ aufgenommen und belegte 2011 in der umfragenbasierten Liste der „100 besten PC Spiele aller Zeiten“ Platz 10.
Die deutsche Zeitschrift Power Play gab dem Spiel eine Gesamtwertung von 84 %.

## ErweiterungForge of Virtue
Forge of Virtue (dt.: Schmiede der Tugend) ist ein Add-on für Ultima VII: The Black Gate, das einen zusätzlichen Unter-Handlungsstrang zum Spiel hinzufügt. Der Avatar muss eine Reihe von Prüfungen bestehen, um sich den Prinzipien „Wahrheit“, „Liebe“ und „Mut“ als würdig zu erweisen und die letzten Überreste von Exodus, dem Gegenspieler aus Ultima III zerstören.
Ist diese Erweiterung installiert, so findet zu Beginn des Spiels ein Erdbeben statt. Wenn der Avatar im weiteren Spielverlauf Lord British darauf anspricht, so wird ihm ein Schiff namens The Golden Ankh zur Verfügung gestellt und geheißen, die durch das Erdbeben neu entstandene Insel Isle of Fire zu besuchen. Diese Insel ist bereits aus Ultima III bekannt und war damals der Standort von Castle Exodus, der Festung von Exodus. Die Insel ist nach Ultima III im Meer versunken und ist in dieser Erweiterung wieder emporgekommen, was die Ursache für das Erdbeben war.
Um diesen zusätzlichen Handlungsstrang abzuschließen, muss der Avatar den Dark Core (dt. Dunkler Kern) zerstören, der die letzten Überreste von Exodus enthält. Um dieses Ziel zu erreichen, muss der Avatar in den Besitz der drei Talismane der Prinzipien Wahrheit, Liebe und Mut kommen, indem er drei entsprechende Prüfungen besteht. Des Weiteren werden die konkave und die konvexe Linse aus Ultima VI benötigt um dieses Ziel zu erreichen.
Während der Prüfung zum Prinzip Mut wird der Spieler mit einer sehr mächtigen Waffe, der Shade Blade (dt. Schattenklinge) belohnt. Nach dem Bestehen der drei Prüfungen werden die Werte des Avatars für Stärke, Intelligenz und Geschicklichkeit auf den Maximalwert gesetzt. Sobald der Dark Core vom Avatar zerstört wurde und dieser wieder mit Lord British spricht, wird die Stärke des Avatars wiederum verdoppelt. Das Schiff Golden Ankh enthält zudem viele im weiteren Spielverlauf sehr nützliche Ausrüstungsgegenstände.

## Sprachversionen
The Black Gate war das erste Spiel der Serie, welches versuchsweise in verschiedene Sprachen übersetzt und veröffentlicht wurde. So gab es das Spiel in einer deutschen (Die Schwarze Pforte), französischen (La Porte Noire) und spanischen (El Portal Negro) Version. Das Add-On Forge of Virtue wurde nur in Englisch veröffentlicht.

## Community Support

Bildschirmfoto des Startbildschirms von Ultima VII in der eingedeutschten Version

Nachdem mit dem Ende der offiziellen, technischen Unterstützung für Ultima 7 und dem Weggang von Richard Garriott von Origin keine Korrekturen am Spiel oder Portierungen für moderne Betriebssysteme und Plattformen zu erwarten waren, begann die Spielgemeinde selbst Selbiges zu übernehmen. Exult ist ein Open-Source-Software Spieleengine-Nachbau der Original Ultima VII-Engine, welche das Ausführen von U7 auch auf neuen Plattformen erlaubt. Das seit vielen Jahren aktive Exult-Projekt wurde auch von Richard Garriott bemerkt und positiv kommentiert.
Neben den offiziellen Versionen existieren von der Fan-Community erstellte Übersetzungen u. a. in Italienisch und Russisch. Ein spanisches Projekt ermöglicht das Spielen der Erweiterung Forge of Virtue ebenfalls in einer spanischen Übersetzung. Hierfür wurden Hilfsprogramme verwendet, welche das De-Kompilieren, Verändern und Re-Kompilieren der für das Spiel verwendeten Dialogdateien ermöglichen. Solcherart erstellte (inoffizielle) Übersetzungen existieren gleichsam für Ultima VII Teil 2: Serpent Isle und Ultima VI.
Passend zum 25-jährigen Jubiläum der Veröffentlichung von Ultima VII erschien im August 2017 erstmals auch ein Sprachpatch, welcher das Spiel in der aktuellen Version inklusive der Erweiterung Forge of Virtue auf Deutsch spielbar macht. Auch hierbei handelt es sich um eine Übersetzung, die von einem Mitglied der Spielergemeinschaft erstellt wurde. Der deutsche Sprachpatch für Ultima VII – Die Schwarze Pforte & Die Schmiede der Tugend folgt den Regeln der neuen deutschen Rechtschreibung.